# Domenico Sanguigni
Domenico Sanguigni, italijanski rimskokatoliški duhovnik, škof in kardinal, * 27. junij 1809, Terracina, † 20. november 1882.

## Življenjepis
15. junija 1874 je bil imenovan za naslovnega nadškofa Tarsusa in 23. avgusta je prejel škofovsko posvečenje. Med 25. avgustom 1874 in septembrom 1879 je bil apostolski nuncij na Portugalskem.
19. septembra 1879 je bil povzdignjen v kardinala in imenovan za kardinal-duhovnika S. Pudenziana.